# Mario Carotenuto
Mario Carotenuto (Roma, 30 de junio de 1916 - Roma, 14 de abril de 1995) fue un actor italiano de teatro y cine.

## Biografía
Hijo de artistas -su padre, Nello Carotenuto, fue actor de cine mudo-, vivió junto a su hermanastro mayor Memmo Carotenuto. Tuvo una infancia turbulenta y el carácter rebelde, cuyas consecuencias, ya de adolescente, fueron pasar tres años en un reformatorio.
Su debut sobre los escenarios se produjo con tan solo ocho años, en el Teatro Costanzi de Roma, pero sucesivamente tuvo que aceptar muchos trabajos poco relacionados con la escena (encargado de pegar carteles, vendedor de carne). Solo a partir de la segunda mitad de los años cuarenta inició la carrera de actor en la radio. Desde entonces se dedicó al teatro de revista y, en 1953, se convirtió en jefe de su propia compañía.
Siempre presente en las películas que han hecho grande la comedia erótica italiana, solía interpretar el papel del jefazo chanchullero.
Descansa en el cementerio de Grottamare.

## Filmografía
- Escipión, el africano (1937) De extra.
- Marakatumba... ma non è una rumba (1949)
- Abbiamo vinto! (1950)
- Milano miliardaria (1951)
- Miracolo a Viggiù (1951)
- I due sergenti (1951)
- Bellezze a Capri (1951)
- Ieri, oggi, domani (1952)
- Lasciateci in pace (1952)
- Ci troviamo in galleria (1953)
- La spiaggia (1954)
- Scuola elementare (1954)
- Quando tramonta il sole (Cuando se pone el sol, 1955)
- Io piaccio (1955)
- Non c'è amore più grande (1955)
- Destinazione Piovarolo (1955)
- Racconti romani (Cuentos de Roma, 1955)
- Pan, amor y... (Pane, amore e...), de Dino Risi (1955)
- Un héroe de nuestro tiempo (1955)
- Kean - Genio e sregolatezza (1956)
- A sud niente di nuovo (1956)
- Montecarlo (1956)
- Mio figlio Nerone (1956)
- Poveri ma belli (1956)
- I giorni più belli (El día más bello, 1956)
- Souvenir d'Italie (Vacaciones en Italia, 1957)
- Vivendo, cantando che male ti fo? (1957)
- Susanna tutta panna (Susana, pura nata, 1957)
- Femmine tre volte (Operación Popoff, 1957)
- Gli zitelloni (1958)
- Uomini e nobiluomini (El marqués, su sobrina y la doncella, también conocida como Pan, amor y Silvia, 1958)
- Rascel marine (1958)
- L'amore nasce a Roma (Primer amor, 1958)
- Pan, amor y... Andalucía (1958)
- Mogli pericolose (1958)
- Ladro lui, ladra lei (1958)
- Guardia, ladro e cameriera (El guardia, el ladrón y la camarera, 1958)
- Come te movi, te fulmino! (1958)
- L'amico del giagua (1958)
- L'amore nasce a Roma (1958)
- Urlatori alla sbarra (1959)
- I ragazzi del Juke-Box (1959)
- Il terrore dell'Oklahoma (1959)
- La culpa fue de Eva (1959)
- Le sorprese dell'amore (1959)
- Roulotte e roulette (1959)
- Genitori in blue-jeans	(1959)
- La cento chilometri (1959)
- El estafador (1959)
- A qualcuna piace calvo (1960)
- La banda del buco (1960)
- Le svedesi (1960)
- Le signore (1960)
- Gli scontenti (1960)
- I piaceri dello scapolo (1960)
- Fontana di Trevi (Roma de mis amores, 1960)
- Un dollaro di fifa (Dos valientes a la fuerza, 1960)
- Caccia al marito (1960)
- Ferragosto in bikini (1960)
- Mariti in pericolo (1961)
- Che femmina... e che dollari! (1961)
- Bellezze sulla spiaggia (1961)
- Vacanze alla baia d'argento (1961)
- I soliti rapinatori a Milano (1961)
- Scandali al mare (1961)
- La ragazza sotto il lenzuolo (1961)
- Il mantenuto (1961)
- Le magnifiche sette (1961)
- Maciste contro Ercole nella valle dei guai (1961)
- Colpo gobbo all'italiana (La rubia tuvo la culpa, 1962)
- Peccati d'estate (1962)
- Pesci d'oro e bikini d'argento (1962)
- Nerone '71 (1962)
- Il mio amico Benito (1962)
- Esame di guida - Tempo di Roma	(1962)
- Gli eroi del doppio gioco (1962)
- Due samurai per cento geishe (1962)
- Cinque marines per cento ragazze (1962)
- La donna degli altri è sempre più bella (ep. "La dirittura morale")	(1962)
- Siamo tutti pomicioni (ep. "Le gioie della vita") (1963)
- Scandali nudi (1963)
- Sette monaci d'oro (1966)
- Il padre di famiglia (El padre de familia, 1967)
- Satyricon (1969)
- Si hoy es martes, esto es Bélgica (1969)
- La ragazza del prete (1970)
- Il debito coniugale (1970)
- Nel giorno del Signore (1970)
- Adulterios medievales (1971)
- I due assi del guantone (1971)
- Quando le donne si chiamavano Madonne (1972)
- Boccaccio (1972)
- Girolimoni, il mostro di Roma (1972)
- Fiorina la vacca (1972)
- Lo scopone scientifico (Sembrando ilusiones, 1972)
- Racconti proibiti... di niente vestiti	(1972)
- Storia di fifa e di coltello - Er seguito d'er più (1972)
- Il prode Anselmo e il suo scudiero (1972)
- Il sergente Rompiglioni (1973)
- Pascualino Cammarata... capitano di fregata (Pascualino Cammarata, capitán de fragata, 1973)
- Sesso in testa (Doctora en sexo, 1974)
- Farfallon (1974)
- La poliziotta (Giovanna la incorruptible, 1974)
- Colpita da improvviso benessere (1975)
- L'insegnante ( Pecado venial, 1975)
- La colegiala (1975)
- Cassiodoro il più duro del pretorio (1975)
- Il sogno di Zorro (1975)
- La poliziotta fa carrera (Bella, valiente y buena, 1975)
- La nuora giovane (1975)
- La profesoressa di scienze naturali (La profesora de ciencias naturales, 1975)
- L'Italia s'è rotta (1976)
- Due sul pianerottolo (1976)
- Classe mista (Jaimito el tocón y la profe cañón, 1976)
- La otra mitad del cielo (1976)
- La portiera nuda (1976)
- Febbre da cavallo (1976)
- La dottoressa dil distretto militare (La doctora del regimiento, 1976)
- L'appuntamento (1977)
- Virgo, tauro y capricornio (1977)
- Il ginecologo della mutua (El ginecólogo de la mutua, 1977)
- La soldatessa alla visita militare (La doctora arma el lío, 1977)
- Kakkientruppen (¡Contrólese, soldado!, 1977)
- Il marito in collegio (1977)
- Quando c'era lui... caro lei! (1978)
- Nadie es perfecto (1978)
- L'infirmiera di notte (Enfermera para todo, 1978)
- L'insegnante balla... con tutta la classe (La profesora baila con toda la clase, 1978)
- La vedova del trullo (La viuda del tonto, 1979)
- Qua la mano (Horacio y el bailón de Don Fulgencio, 1980)
- Pierino, medico della SAUB (Jaimito, médico del seguro, 1981)
- Por favor, ocúpate de Amelia (1981)
- Gran Burrasca (Jaimito Huracán, 1982)
- Scusa se è poco (1982)
- Il tifoso, l'arbitro e il calciatore (El hincha, el árbitro y los jugadores, 1982)
- Paulo Roberto Cotechino centravanti di sfondamento (Roberto Cotechiño delantero centro, 1983)
- Cuando calienta el sol... vamos a la playa (1983)
- Romanzo di un giovane povero (Historia de un pobre hombre, 1995)